# Rybinsk
Rybinsk (ruski: Ры́бинск) je grad u Jaroslavljskoj oblasti u Rusiji, na ušću rijeke Šeksne u rijeku Volgu.
Za ovaj grad se zna od 1071. Prvo se zvao Ust-Šeksna, pa je 1504. godine promijenio ime u Rybnaja Sloboda, onda je 1777. postao Rybinsk, pa 1946. je dobio ime Ščerbakov (prema Aleksandru Ščerbakovu), pa je 1957. postao opet Rybinsk. Onda 1984. mijenja ime u Andropov (prema Juriju Andropovu), i konačno 1989. godine je opet Rybinsk.
Broj stanovnika: oko 250.000.
U gradu ima industrijskih pogona, željeznička postaja, riječna luka, hidroelektrana.